# 青春草莓蛋
《青春草莓蛋》是由TNK原創製作的日本電視動畫作品，於2001年7月4日至同年9月26日在WOWOW的『Non＋Scramble』時段首播。全13話。

## 概要
- 本作品是一部以熱血教師加偽娘做題材的青春搞笑浪漫喜劇故事。它是原創動畫作品，而後才有改編的漫畫，發表在月刊Comic電擊大王（MediaWorks）。
- 此電視動畫集數標示名稱並不是一般常見的「第1話，第2話」，而是「1限目，2限目」。

## 故事簡介
主角天和響是以立志成為體育老師為目標的青年，希望能夠進入名校〈青鞜三之宮學院〉裡任教。但該學院的院長卻對於男性有著極大的偏見，並規定他們只雇用女老師，而不願意雇用男老師。為了自己的目標與理想，響決定接受房東的幫助，變裝成一位女性參加學校的甄試。沒想到，他真的被學校給錄取了，圍繞著響和眾多學生們的有趣校園生活就此展開。

## 登場人物
動畫中的角色姓氏與學校校名的設定大部分來自於近畿圈鐵路的車站站名。另外，除了樟葉楓子以外的青鞜三之宮學院中學部的角色名字皆完全取自於阪神本線的車站站名。

### 主要人物
天和響／天和ひびき（聲：岸祐二 (響)／增田由紀 (ひびき)）
本作品主角。23歲。青森縣出身。9月5日生。血型O型。處女座。是以立志成為體育老師為目標的熱血青年，搬入一間位在斜坡路邊老舊公寓「五地莊（ごちそ）」居住。
因為一直找不到工作，身上的錢所剩不多，及面臨房東露露婆婆仍舊天天向他催討房租。
為了付清房租，前往青鞜三之宫學院聘請他擔任體育老師卻失敗，校長認為他是沒有愛心見解的男人。之後房東對他的想法有感興趣，而幫他完美地變裝成女性，得到應聘當老師的機會。
進入青鞜三之宮學院之後，擔任2年藍組的級任導師。在學校學生們的感情相當好，並以朝著女尊男卑的教育方針解決學生問題而努力。
故事終盤真實身分被教務主任洩漏，被學生們冠上「胸罩男」的稱呼。結局因此離開青鞜三之宮學院，不過也讓女學生們看到他（她）平常在學校認真在用心教導及著想，期望能再回來教導她們。
變裝時除了需要把頭髮放下染成褐色和做基本化妝（塗口紅、指甲油）之外，另外還要戴上皮革項圈型的變聲器。
姓氏取自於JR西日本鐵道赤穗線的天和車站。

### 青鞜三之宮學院

#### 2年藍組的學生
樟葉楓子（聲：渡邊明乃）
東京都出身。3月20日生。血型AB型。雙魚座。
很害怕幽霊。
姓氏取自於京阪本線的樟葉車站。
姬島藤緒（聲：高橋美佳子）
長崎縣出身。2月19日生。射手座。血型B型。歸國子女，擅長英文。壘球社社員。曾學過合氣道。
梅田美保（聲：南央美）
大阪府出身。7月7日生。巨蟹座。血型B型。壘球社社員。對男女兩性關係的事情非常積極。曾經想和模特兒類型的男性交往。
姓氏取自於阪急、阪神、大阪市營地下鐵的梅田車站。
春日野道聖子（聲：折笠富美子）
京都府出身。1月3日生。魔羯座。血型O型。擁有貴族的血統和大小姐的個性，相反的與異性的關係非常疏遠。
姓氏取自於阪神本線的春日野道車站。
深江晃（聲：上田祐司）
8月16日生。獅子座。血型AB型。個性爽朗直快。
姓氏取自於阪神本線的深江車站。
青木恭佑（聲：山口隆行）
很喜歡女裝時的響老師，課外活動時曾經想和響老師告白。
姓氏取自於阪神本線的青木車站。
岩屋祥（聲：橘U子）
青木的朋友。
姓氏取自於京阪本線的岩屋車站。

#### 教職員
三之宮千惠子（聲：谷口里佳）
青鞜三之宮學院的校長。70歳。5月5日生。金牛座。血型B型。女尊男卑主義的執行者。
姓氏取自於JR西日本神戶線的三之宫車站
武庫川玲子（聲：川崎惠理子）
青鞜三之宮學院的教務主任。2月14日生。水瓶座。血型O型。有離婚經歷，育有一個女兒，就讀小學校1年級。對於新來的響老師感到強烈懷疑而想拆穿她的身分。
姓氏取自於阪神本線、武庫川線的武庫川車站
德川八千男（聲：渡部猛）
青鞜三之宮學院的理事長。

### 五地莊
三條露露（聲：くじら）
由旅館改建成公寓的「五地莊」的房東，是個神秘人物。擁有工學博士的學業證書。以前曾經是選美活動女王的得主。
姓氏取自於京阪本線、鴨東線的三條車站。
森小路（聲：石塚堅）
五地莊的房客。25歳。神奈川縣出身。6月16日生。雙子座。血型A型。照相時隨身攜帶著反光板。
全名取自於京阪本線的森小路車站。
東福寺東風（聲：上田祐司）
五地莊的房客。10月6日生。天秤座。一個人稱呼自己叫「（東風）」。常和森兩人一起掀起浪頭製造麻煩。
姓氏取自於京阪本線、JR西日本鐵道奈良線的東福寺車站）
克拉·蓋（聲：吉川茉繪）
由天和響所飼養，外表近似雪納瑞品種的狗。名字來自於美國的電影演員克拉克·盖博。

## 製作人員
- 原案：YOM
- 導演：山口祐司
- 劇本統籌：小林靖子
- 人物設定：藤井牧（日语：藤井まき）
- 動畫總監：柳澤哲也
- 美術指導：河野次郎（日语：河野次郎）
- 色彩設計：小林美代子
- 攝影指導：岡崎英夫
- 編集：秋山涼路
- 音響指導：岩浪美和
- 音樂：西田櫻（日语：西田マサラ）
- 音樂製作人：野崎圭一（日语：野崎圭一）
- 製作人：松田章男
- 執行製作人：富家育子
- 企劃：川村明廣（日语：川村明廣）、加藤長輝
- 動畫製作：TNK
- 製作：I MY ME！學生會（NBC環球娛樂、博報堂DY Music&Pictures（日语：博報堂DYミュージック&ピクチャーズ）、PIONEER ENTERTAINMENT(USA)LP.、TNK、TBSservice）

## 主題曲
片頭曲「Dearest」（1限目－12限目）
作詞、作曲：澤田聖子，編曲：西田櫻，主唱：三重野瞳
最終話（13限目）作為片尾曲使用，DVD版最終話未使用。
片尾曲「WHITE STATION」（1限目－12限目）
作詞：吉井怜，作曲、編曲：西田櫻，主唱：Ace File（吉川茉繪、久志麻理奈、工藤あさぎ、奈良沙緒理）
最終話未使用，DVD版最終話有使用。

## 各話列表
| 話數   | 日文標題 | 編劇     | 分鏡                 | 演出       | 作畫監督        | 首播日期      |
| ------ | -------- | -------- | -------------------- | ---------- | --------------- | ------------- |
| 1限目  |          | 小林靖子 | 岡本英樹             | 岡本英樹   | 柳澤哲也        | 2001年 7月4日 |
| 2限目  |          | 小林靖子 | 小林孝嗣             | 小林孝嗣   | 島田英明        | 7月11日       |
| 3限目  |          | 中野睦   | 佐藤雄三             | 藤本義孝   | 倉嶋丈康        | 7月18日       |
| 4限目  |          | 小林靖子 | 南雲公太郎 北村真咲  | 糸賀慎太郎 | 高乘陽子        | 7月25日       |
| 5限目  |          | 小林靖子 | 木村真一郎           | 山本惠     | 杉藤早百合      | 8月1日        |
| 6限目  |          | 中野睦   | 坂本郷               | 宮田亮     | 塩川貴史        | 8月8日        |
| 7限目  |          | 白根秀樹 | 菊地康仁             | 菊地康仁   | 島田英明        | 8月22日       |
| 8限目  |          | 小林靖子 | 佐藤雄三             | 南康宏     | 服部憲知        | 8月29日       |
| 9限目  |          | 中野睦   | 矢吹勉               | 岡本英樹   | 杉藤早百合      | 9月5日        |
| 10限目 |          | 白根秀樹 | 川崎逸朗             | 糸賀慎太郎 | 藤井牧 高乘陽子 | 9月12日       |
| 11限目 |          | 小林靖子 | 坂本郷               | 宮田亮     | 塩川貴史        | 9月19日       |
| 12限目 |          | 小林靖子 | 小林孝嗣             | 小林孝嗣   | 島田英明        | 9月25日       |
| 13限目 |          | 小林靖子 | 虎田功 南康宏 山本惠 | 山本惠     | 藤井牧          | 9月26日       |

## 播放電視台
| 播放地區 | 播放電視台     | 播放日期               | 播放時間                        | 所屬聯播網   | 備註                                         |
| -------- | -------------- | ---------------------- | ------------------------------- | ------------ | -------------------------------------------- |
| 日本全國 | WOWOW          | 2001年7月4日－9月26日  | 星期三 18時30分－18時55分       | 衛星電視     | 『Non＋Scramble』時段 獨立系衛星電視／有重播 |
| 神奈川縣 | 神奈川電視台   | 2002年1月3日－3月28日  | 星期四 25時10分－25時40分       | 獨立局       |                                              |
| 兵庫縣   | SUN電視台      | 2002年1月4日－3月29日  | 星期五 17時30分－18時00分       | 獨立局       |                                              |
| 長崎縣   | 長崎國際電視台 | 2002年1月6日－3月31日  | 星期日 24時55分－25時25分       | 日本新聞網   | 日本電視台聯播網                             |
| 富山縣   | 鬱金香電視台   | 2002年1月6日－3月31日  | 星期日 25時50分－26時20分       | 日本新聞網   | TBS電視台聯播網                              |
| 福岡縣   | TVQ九州放送    | 2002年1月7日 - 4月1日  | 星期一 25時40分－26時10分       | 東京電視網   |                                              |
| 石川縣   | 北陸朝日放送   | 2002年1月7日 - 4月1日  | 星期一 25時56分－26時26分       | 全日本新聞網 | 朝日電視台與朝日放送聯播網                   |
| 北海道   | TV北海道       | 2002年1月8日－4月2日   | 星期二 26時10分－26時40分       | 東京電視網   |                                              |
| 京都府   | 京都放送       | 2002年1月10日－4月4日  | 星期四 18時30分－19時00分       | 獨立局       |                                              |
| 三重縣   | 三重電視台     | 2002年2月24日－5月19日 | 星期日 25時45分－26時15分       | 獨立局       |                                              |
| 奈良縣   | 奈良電視台     | 2002年3月4日－5月27日  | 星期一 8時00分－8時30分         | 獨立局       |                                              |
| 岐阜縣   | 岐阜放送       | 2002年3月10日－6月2日  | 星期日 11時00分－11時30分       | 獨立局       |                                              |
| 日本全國 | AT-X           | 2004年4月27日－5月18日 | 星期一－星期四 8時30分－9時00分 | 東京電視網   |                                              |

## 相關商品

### CD
| 發行日期       | 標題                           |
| -------------- | ------------------------------ |
| 2001年7月25日  | 「Dearest」（c/w「紙飛行機」） |
| 2001年7月25日  | 「WHITE STATION」（c/w「」）   |
| 2001年8月22日  | 「」                           |
| 2001年9月21日  | 「」                           |
| 2001年10月24日 | 「」                           |

### 書籍
- 漫畫由在動畫版擔任人物設定的藤井牧（日语：藤井まき）負責執筆，連載於《月刊Comic電擊大王》（MediaWorks）2002年2月號至4月號，全3話。

| 發表雜誌／號               | 頁數             |
| -------------------------- | ---------------- |
| 《月刊Comic電撃大王》2月號 | 第339頁～第363頁 |
| 《月刊Comic電撃大王》3月號 | 第299頁～第323頁 |
| 《月刊Comic電撃大王》4月號 | 第287頁～第311頁 |

## 影響與評價
本作品是繼2000年7月至9月播出的《袖珍女侍小梅》之後第2部走後宮路線的動畫，不過劇中描寫思春期少男、少女們的心路歷程之嚴肅內容占了絕大多數，緩和了後宮動畫作品的尺度。首播期間無法讓觀眾接受到不得已停止預定展開的相關周邊商品等活動。可是隔年再度播放時卻意外地獲得當前一定的人氣知名度。

## 外部連結
- 青鞜三之宮學院 通信教育部 ：TOP (官網首頁) （页面存档备份，存于） （日語）
- TNK官網的作品介紹 （日語）